# Gavardo
Gavardo là một đô thị thuộc tỉnh Brescia trong vùng Lombardia ở Ý. Đô thị này có diện tích 29 km², dân số thời điểm 31 tháng 12 năm 2004 là 10.765 người.
Đô thị này có các làng sau: Sopraponte; Soprazzocco; Vallio; Limone.
Đô thị này giáp với các đô thị sau: Muscoline, Paitone, Prevalle, Puegnago sul Garda, Roè Volciano, Sabbio Chiese, Salò, Vallio Terme, Villanuova sul Clisi.